# Lijst van koningen van Georgië
Dit is een lijst van koningen van Georgië. 

## Parnavaziërs
- Parnavaz I (ca 302-237 v.Chr.)
- Saoermag I (ca 237-162 v.Chr.)

## NimrodidenDynastie
- Mirian I (ca 162-112 v.Chr.)
- Parnajom (ca 112-93 v.Chr.)

## Artaxiden
- Artaxias I (ca. 93-81 v.Chr.)
- Artag (ca. 81-63 v.Chr.)
- Parnavaz II (Bartom) (ca 63-32 v.Chr.)

## NimrodidenDynastie
- Mirian II (32-23 v.Chr.)
- Arsjak II (20-2 v.Chr.)
- Aderk (2 v.Chr.-AD 30)
- Mithridates I (30-50)
- Parsman I (50-58)
- Qartam (58-72)
- Kaos (72-87)
- Azork (87-106)
- Amazasp (106-116)
- Parsman II (116-142)
- Radamist (142-145)
- Parsman III (145-185)
- Amazasp II (185-189)

## Arsaciden
- Rev I (189-216)
- Vatsje (216-234)
- Bakoer I (234-249)
- Mithridates II Mihrdat (249-265)
- ( Amazasp III, tegenkoning (260-265) )
- Aspagoer I (265-284)

## Chosroïden
- Mirian III (284-361)
  - ( Rev II, medeheerser (345-361) )
- Saoermag II (361-363)
- Varaz-Bakoer I (Aspagoer II) (363-365)
- Mithridates III (365-380)
- Varaz-Bakoer II (Aspagoer III) (380-394)
- Tiridat (394-406)
- Parsman IV (406-409)
- Mithridates IV (409-411)
- Artsjil (411-435)
- Mithridates V (435-447)
- Vachtang I (447-502)
- Datsji (502-514)
- Bakoer II (514-528)
- Parsman V (528-542)
- Parsman VI (542-547)
- Bakoer III (547-580)

## Interregnum
Vorsten na de Perzisch-Byzantijnse verovering.

## Vorsten van Iberië
- Goearam I (588-590) (Goearamid)
- Stefanus I (590-627) (Goearamid)
- Adarnase I (627-637)
- Stefanus II (637- 650)
- Adarnase II (650-684)
- Goearam II (684-693) (Goearamid)
- Goearam III (693-748) (Goearamid)
- Adarnase III Nersiani (748-760 (Nersianiden)
- Nerse (760-780 ) (Nersianiden)
- Stefanus III (780-786) (Goearamid)

## Prinsen en koningen vanKartli
- Asjot I Kouropalates (813-830)
- Bagrat I Kouropalates (830-876)
- David I Kouropalates (876-881)
- Goergen I Kouropalates (881-891)
- Adarnase IV (889-923) Koning van de Georgiërs
- David II (923-937)
- Soembat I (937-958)
- Bagrat II (958-994)
- Goergen II Magistros (994-1008)
- Bagrat III (1008-1014)

## Koningen van Heel-Georgië
- Bagrat III (1008-1014)
- George I (1014-1027)
- Bagrat IV (1027-1072)
- George II (1072-1089)
- David IV de Bouwer (1089-1125)
- Demetrius I (1125-1155)
- David V (1155)
- Demetrius I (1155-1156) opnieuw
- George III (1156-1184)
- Tamar (1184-1213)
- George IV Lasja (1213-1223)
- Roesoedan (1223-1245)
- David VI Narin (1245-1259), medeheerser van zijn opvolger
- David VII Oeloe (1259-1270)
- Demetrius II (1270-1289)
- Vachtang II (1289-1292)

Mongoolse verovering 1292-1310
- David VIII (1293-1311)
- George V (1299-1302)
- Vachtang III (1302-1308)
- David VIII (1293-1311) opnieuw
- George VI (1311-1314)
- George V (1314-1346) opnieuw
- David IX (1346-1360)
- Bagrat V (1360-1395)
- George VII (1395-1405)
- Constantijn I (1405-1411)
- Alexander (1412-1443)
- Vachtang IV  (1443-1446)
- George VIII (1446-1466), deling van het koninkrijk

## Koningen vanKartli
- Bagrat VI (1466-1478)
- Alexander II (1478)
- Constantijn II (1478-1505)
- David X (1505-1524)
- George IX (1524-1534)
- Loearsab I (1534-1558)
- Simon I (1558-1569)
- David XI (1569-1578)
- Simon I (1578-1600) opnieuw
- George X (1600-1605)
- Loearsab II (1605-1615)
- Bagrat VII (1615-1619)
- Svimeon II (1619-1630)

Geannexeerd door Kacheti 1630-1634
- Rustam (1634-1658)
- Vachtang V (1658-1676)
- George XI (1676-1688)

Geannexeerd door Kacheti 1688-1691
- George XI (1691-1695)

Geannexeerd door Kacheti 1695-1703
- George XI (1703-1709)
- Kaitsjosro (1709-1711)

Interregnum 1711-1714
- Jesse (1714-1716)
- Vachtang VI (1716-1723)
- Jesse (1723-1727)

## Koningen van Kartli en Kacheti
- Constantijn II (1727-1732)
- Teimuraz II (1732-1762)
- Heraclius (1762-1798)
- George XII (1798-1800)
- David (1800)